# Rayeuk Kareung
Rayeuk Kareung is een bestuurslaag in het regentschap Lhokseumawe van de provincie Atjeh, Indonesië. Rayeuk Kareung telt 837 inwoners (volkstelling 2010).